# 戸部哲哉
戸部 哲哉（とべ てつや、1955年5月19日 - ）は、日本の政治家。岐阜県北方町長（3期）。元北方町議会議員（6期）。

## 来歴
本巣郡真正町軽海（現・本巣市軽海）出身。愛知学院大学商学部卒業後、1978年に北方町役場に入庁。1980年に民間会社に就職。1995年9月に北方町議会議員に初当選し、6期務め、2011年には北方町議会議長に就任している。
室戸英夫前町長の死去に伴い、2016年3月15日に告示された町長選では戸部以外の立候補の届け出が無く、無投票で当選。2020年の町長選では戸部以外の立候補の届け出が無く、無投票で2回目の当選。2024年2月13日に告示、同月18日に行われた町長選では、新人の白木一秀との一騎打ちを制し3回目の当選。
※当日有権者数：15,054人 最終投票率：42.43%（前回比：12.89pts）
| 候補者名 | 年齢 | 所属党派 | 新旧別 | 得票数  | 得票率 | 推薦・支持 |
| -------- | ---- | -------- | ------ | ------- | ------ | ---------- |
| 早野博文 | 68   | 無所属   | 現     | 3,464票 | 54.77% |            |
| 白木一秀 | 52   | 無所属   | 新     | 2,861票 | 45.23% |            |